# Žanr
Žanr (fr. Genre — „podvrsta“) raspodela je specifičnih oblika umetnosti po kriterijumma relevantne forme (npr, filmski žanr, muzički žanr ili književni žanr). U svim područjima umetnosti žanrovi su, međutim, nejasne kategorije bez fiksne granice. Mnoga dela prelaze granice žanrova i koriste kombinacije.

## Literatura
- Bakhtin, Mikhail M. (1983). „Epic and Novel”.  Ур.: Holquist, Michael. The Dialogic Imagination: Four Essays. Austin: University of Texas Press. ISBN 978-0-292-71527-1.
- Charaudeau, P.; Maingueneau, D. and Adam, J. Dictionnaire d'analyse du discours Seuil, 2002.
- Devitt, Amy J. "A Theory of Genre". Writing Genres. Carbondale: Southern Illinois University Press, 2004. 1–32.
- Fairclough, Norman. Analysing Discourse: Textual Analysis for Social Research Routledge, 2003.
- Genette, Gérard. The Architext: An Introduction. 1979. Berkeley: University of California Press, 1992.
- Jamieson, Kathleen M. "Antecedent Genre as Rhetorical Constraint". Quarterly Journal of Speech 61 (1975): 406–415.
- Killoran, John B. "The Gnome In The Front Yard and Other Public Figurations: Genres of Self-Presentation on Personal Home Pages". Biography 26.1 (2003): 66–83.
- Коробова А.Г. Теория жанров в музыкальной науке: история и современность. Москва: Московская гос. консерватория, 2007
- LaCapra, Dominick. "History and Genre: Comment". New Literary History 17.2 (1986): 219–221.
- Miller, Carolyn. "Genre as Social Action". Quarterly Journal of Speech. 70 (1984): 151–67.
- Rosso, Mark. "User-based Identification of Web Genres". Journal of the American Society for Information Science and Technology 59 (2008): 1053–1072.
- Pare, Anthony. "Genre and Identity". The Rhetoric and Ideology of Genre: Strategies for Stability and Change. Eds. Richard M. Coe, Lorelei Lingard, and Tatiana Teslenko. Creskill, N.J. Hampton Press, 2002.
- Sullivan, Ceri (2007) "Disposable elements? Indications of genre in early modern titles", Modern Language Review 102.3, pp. 641–53

## Spoljašnje veze
- Genres of film Архивирано на веб-сајту  (17. децембар 2008) at the Internet Movie Database
- Helping Children Understand Literary Genres Архивирано на веб-сајту  (14. септембар 2008)
- Rhetorica Genre Архивирано на веб-сајту  (12. фебруар 2017)
- Museum of Broadcast Communications
- Dictionary.com